# Webers Peaks
Webers Peaks är en bergstopp i Antarktis. Den ligger i Västantarktis. Chile gör anspråk på området. Toppen på Webers Peaks är 1 249 meter över havet.
Terrängen runt Webers Peaks är kuperad österut, men västerut är den platt. Trakten är obefolkad. Det finns inga samhällen i närheten. 